# Rio Moa (Serra Leoa)
O rio Moa, anteriormente chamado de rio Gallinas, é um rio africano proeminente no lado do Atlântico com uma extensão de 425 km e drena uma bacia hidrográfica de 17 900 km².
O rio nasce na Guiné e depois de um pequeno trecho nas fronteiras de Guiné-Libéria e depois entre Serra Leoa e Libéria, ele entra em Serra Leoa, indo até o Oceano Atlântico.